# Церковь Святого Петра (Любек)
Церковь Святого Петра в Любеке (Петрикирхе, нем. Petrikirche или нем. St.-Petri-Kirche) — протестантская церковь в центре города Любек (Шлезвиг-Гольштейн); впервые упоминается в 1170 году — вместе с Мариенкирхе; в период между 1227 и 1250 годами был построен трехнефный зальный храм в позднем романском стиле, с тремя апсидами: он имел длину в 29,8 м и 21 м в ширину.

## История и описание
В XV веке здание было расширено до современного вида: готический пятинефный храм. В ходе Реформация в Любеке, в 1529—1530 годах, церковь стала протестантской. Во время воздушного налета на Любек в 1942 году церковь полностью сгорела — была окончательно восстановлена к 1987 году. Сегодня в церкви проходят только специальные службы — в основном она используется для культурных и религиозных мероприятий, а также — художественных выставок.
После авианалёта на Любек 29 марта 1942 года, разрушенная Церковь Святого Петра служила в качестве лапидария, в котором временно хранились скульптурные фрагменты, собранные со всех церквей города, разрушенных во время Второй мировой войны. К 1987 году внешняя часть церкви была восстановлена, а от реконструкции интерьера было решено отказаться. Помещение стало использоваться для выставок: так в 1996 году в здании прошла экспозиция работа американского скульптора Кики Смит, а в 2017 — современного немецкого художника Томаса Циппа «White Rabbit (Martin Luther)».